# Налоговая система Саудовской Аравии
Налоговая система Саудовской Аравии — система налогов и сборов, установленных в Королевстве Саудовская Аравия, а также совокупность принципов, форм и методов их взимания. Саудовская налоговая система считается одной из самых удобных в мире (занимает 7-е место в рейтинге 10-ти самых удобных налоговых систем). Систему налогообложения Саудовской Аравии характеризуют как протекционистскую, направленную на поддержание уровня жизни населения и защиту интересов национальных коммерческих компаний.

## История развития
Исторически первым налогом на территории Аравии был закят — установленный в Коране налог в пользу бедных, направляемый также на цели распространения ислама и знаний о нём. 17 апреля 1951 года королевским указом № 8634 было установлено взимание закята со всех резидентов Королевства и стран-участников ССАГПЗ. Первый «светский» налог Саудовской Аравии, налог на прибыль, был введён королевским указом № 3321 от 03 ноября 1950 года. Этим же указом обязанности по сбору данного налога были возложены на Департамент по закяту и налогу на прибыль Министерства финансов Королевства. Падение мировых цен на нефть в 1998 г. вынудило саудовское правительство пойти на проведение экономических реформ, в том числе в сфере налогообложения. В апреле 2000 года был принят закон об иностранных инвестициях, которым были снижены ставки налога на прибыль иностранных компаний.

## Характеристика основных налогов
Налоги в Саудовской Аравии платят все категории физических лиц и юридических лиц, как резиденты Королевства, так и нерезиденты в зависимости от норм о конкретном налоге. Освобождением от налогов со своих доходов пользуются только граждане третьих стран, нанятые на работу по контракту в Саудовской Аравии. Основными налогами являются:
1. Закят — налогоплательщиками закята являются физические и юридические лица резиденты Королевства и стран-участников ССАГПЗ, налог взимается в размере 2,5% от чистого дохода за исключением капитала, вложенного в недвижимость и долгосрочные инвестиции. В случае если юридическое лицо только частично принадлежит резиденту указанных стран, закят выплачивается пропорционально принадлежащей ему доле в уставном капитале. За несвоевременную уплату закята никаких штрафных санкций не предусмотрено.
2. Налог на прибыль

- резидентов Королевства и стран-участников ССАГПЗ;
- иностранных компаний нерезидентов Королевства и стран-участников ССАГПЗ взимается по прогрессивной шкале:
  - от 1 до 100 000 риялов — 25 %
  - от 100 001 до 500 000 риялов — 20 %
  - от 500 001 до 1 000 000 риялов — 25 %
  - свыше 1 000 000 риялов — 30 %; Филиалы иностранных компаний, зарегистрированным в Королевстве на срок не более 1 года, в некоторых случаях пользуются правом уплаты налога на основании «ожидаемых доходов», минимальная ставка налога при этом равна 15%.
- физических лиц нерезидентов, занимающихся предпринимательской деятельностью на территории Королевства также взимается по прогрессивной шкале:
  - от 0 до 6 000 риялов — 0 или 5 %
  - от 6 001 до 16 000 риялов — 5 %
  - от 16 001 до 36 000 риялов — 10 %
  - от 36 001 до 66 000 риялов — 20 %
  - более 66 000 риялов — 30 %, при этом налогоплательщики, прожившие в Саудовской Аравии первый полный год, получают налоговый вычет на первые 6000 риялов их прибыли. За несвоевременную уплату налога на прибыль предусмотрены санкции, в том числе штрафы до 25 % от суммы неуплаченного налога за 15-дневную задержку.

Налог с продаж, НДС, налог на недвижимость, налог на «дары», в Королевстве Саудовская Аравия не взимаются.

## Налоговое администрирование
Коммерческие компании, полностью или частично принадлежащие иностранным собственникам предоставляют в Департамент по закяту и налогу на прибыль сведения о годовых доходах и чистой прибыли, подтверждённые аудиторским заключением, и уплачивают налог на прибыль не позднее 2,5 месяцев после окончания отчётного финансового года. Компании, принадлежащие резидентам Саудовской Аравии и стран-членов ССАГПЗ, предоставляют аналогичные документы в Департамент по закяту и налогу на прибыль для уплаты закята в течение 1 месяца после окончания отчётного финансового года. В этот же период времени они уплачивают закят. 
После камеральной проверки предоставленных документов годовой отчётности, которая может продолжаться до 6 месяцев, Департамент по закяту и налогу на прибыль может направить налогоплательщику запрос на предоставление дополнительной информации или письмо с начислением налога, в котором указывается подлежащая уплате налоговая сумма. Кроме того, Департамент имеет право с предварительным уведомлением или без него провести выездную проверку бухгалтерских документов налогоплательщика. Окончательное урегулирование всех вопросов, связанных с уплатой налогов, происходит в течение 18 месяцев с даты представления в Департамент документов годовой отчётности.